# Taxillus sericus
Taxillus sericus är en tvåhjärtbladig växtart som beskrevs av Danser. Taxillus sericus ingår i släktet Taxillus och familjen Loranthaceae. Inga underarter finns listade i Catalogue of Life.